# Cuộc khủng hoảng tại Venezuela
Cuộc khủng hoảng tại Venezuela là cuộc khủng hoảng kinh tế xã hội và chính trị mà Venezuela đã trải qua từ năm 2010 dưới thời tổng thống Hugo Chávez và tiếp tục dưới thời tổng thống Nicolás Maduro. Tình hình hiện tại là cuộc khủng hoảng kinh tế tồi tệ nhất trong lịch sử Venezuela và một trong những cuộc khủng hoảng tồi tệ nhất có xảy ra ở châu Mỹ. Cuộc khủng hoảng là kết quả của những người theo chính sách dân túy của Cách mạng Bolivaria bắt đầu dưới chính quyền Chávez. Vào ngày 2 tháng 6 năm 2010, Tổng thống Chávez tuyên bố "cuộc chiến kinh tế" do Nạn khan hiếm nhu yếu phẩm tại Venezuela ngày càng tăng. Cuộc khủng hoảng tăng cường theo chính phủ Maduro, ngày càng nghiêm trọng hơn do giá dầu sụt giảm vào đầu năm 2015.
Sự sụt giảm GDP quốc gia và GDP bình quân đầu người từ năm 2013 đến 2017 đã nghiêm trọng hơn so với Hoa Kỳ trong thời kỳ Đại suy thoái, hoặc của Nga, Cuba, và Albania sau sự sụp đổ của chủ nghĩa cộng sản. Trong những năm gần đây, tỷ lệ lạm phát hàng năm cho giá tiêu dùng tăng tới hàng trăm thậm chí hàng ngàn phần trăm, trong khi nền kinh tế suy thoái ở mức gần 20% mỗi năm. Nạn đói leo thang đến mức cuộc Khảo sát điều kiện sống của Venezuela (ENCOVI) cho thấy gần 75% dân số đã mất trung bình ít nhất 8,7 kg (19,4 lb) về trọng lượng do thiếu dinh dưỡng hợp lý. Theo một nghiên cứu được công bố vào năm 2018 bởi ba trường đại học Venezuela, gần 90% dân số Venezuela hiện đang sống trong cảnh nghèo khổ.
Kể từ khi cuộc khủng hoảng nổ ra vào năm 2017, hơn 2,3 triệu người Venezuela đã rời khỏi đất nước . Venezuela hiện dẫn đầu thế giới về tỷ lệ giết người, với 90 vụ giết người trên 100.000 người dân vào năm 2015 (so với 5,35 trên 100.000 ở Mỹ hoặc 1,68 trên 100.000 ở Canada) khiến nó trở thành một trong những quốc gia bạo lực nhất thế giới.

## Bối cảnh
Venezuela đã thiết lập được một nền dân chủ ổn định kể từ năm 1958 và đất nước này đã trải qua một thời kỳ phát triển thịnh vượng. Sự thịnh vượng này đã được tăng cường đáng kể vào những năm 1970, khi giá dầu tăng vọt và Venezuela, một quốc gia xuất khẩu xăng dầu hàng đầu thế giới, đã thu được lợi nhuận rất lớn, khiến cho thu nhập bình quân đầu người của Venezuela tăng tới 40% trong thập niên này . Venezuela đã trải qua quá trình hiện đại hóa và trở thành một trong những nước có GDP bình quân đầu người cao nhất trong lịch sử, đồng tiền của nước này có có tỷ giá hối đoái là 4 bolivares trên 1 đô la Mỹ .
Tuy nhiên, vào những năm 1980, các quốc gia sản xuất dầu khác (đặc biệt là Ả Rập Saudi) đã tăng sản lượng dầu của họ và khiến cho giá dầu giảm mạnh. Nguồn thu từ dầu của Venezuela giảm đáng kể và thu nhập bình quân đầu người của nước này giảm tới 25%. Điều này khiến cho Venezuela trải qua sự bất ổn về kinh tế- xã hội ở trong nước . Bội chi của chính phủ gây ra mức nợ lớn với tỉ lệ nghèo đói, lạm phát và thất nghiệp gia tăng trong khi thu nhập của người dân lại giảm . Tham nhũng cũng lan rộng với tỉ lệ tội phạm gia tăng hàng năm, khiến công chúng Venezuela trở nên phẫn nộ.
IMF đã cung cấp hỗ trợ cho Venezuela thông qua các khoản cho vay lớn, nhưng với điều kiện là chính phủ Venezuela phải ban hành cải cách ngân sách và tài khóa để hạn chế thâm hụt. Năm 1989, Tổng thống Pérez đã áp dụng các chính sách kinh tế tân tự do, giảm chi tiêu dành cho phúc lợi xã hội, và loại bỏ các biện pháp kiểm soát giá lâu dài đối với nhiều loại hàng hóa. Những chính sách này được tầng lớp thượng lưu và trung lưu rất ủng hộ, nhưng nó lại gây ảnh hưởng lớn đến tầng lớp lao động của Venezuela. Sự bất mãn đã nổ ra trong cuộc bạo loạn "Caracazo" ngày 27 tháng 2 năm 1989.

### Nhiệm kỳ của Tổng thống Hugo Chávez
Hugo Chávez là một cựu sĩ quan quân đội có tiếng tăm đáng chú ý tại Venezuela, ông ta đã lãnh đạo một cuộc đảo chính không thành công nhằm lật đổ chính quyền Tổng thống Perez vào năm 1992. Sau đó, vào năm 1998, Chavez đã được bầu làm Tổng thống Venezuela, ông ta giành được chiến thắng trong cuộc bầu cử nhờ vào các chiến dịch và tuyên truyền dân túy.
Giá dầu tăng vào đầu những năm 2000 đã giúp cho nền kinh tế của Venezuela đạt được sự tăng trưởng chưa từng thấy kể từ những năm 1980. Với ý định duy trì quyền lực chính trị thông qua các chương trình cải cách xã hội , Chavez thành lập các Công tác Bolivar (Missión Bolivar) nhằm cải thiện các điều kiện kinh tế, văn hóa và xã hội của đất nước. Chavez tuyên bố chương trình của ông nhằm chống lại dịch bệnh, nạn mù chữ, sự kém dinh dưỡng, nghèo khổ, và những tệ nạn xã hội khác . Các công tác Bolivar lên kế hoạch xây dựng hàng ngàn phòng khám y tế miễn phí cho người nghèo, cũng như phân phát thực phẩm và trợ cấp nhà ở cho họ. Một báo cáo của OAS năm 2010  đã chỉ ra những thành tựu quan trọng trong việc giải quyết nạn mù chữ, chăm sóc sức khỏe và nghèo đói , cùng những tiến bộ về kinh tế và xã hội ở Venezuela trong giai đoạn cầm quyền ban đầu của Chávez . Chất lượng cuộc sống của người Venezuela cũng được cải thiện đáng kể theo Chỉ số của Liên Hợp Quốc . Tuy nhiên, giai đoạn thịnh vượng này của Venezuela đã diễn ra vô cùng ngắn ngủi. Vào đầu thập niên 2010, đất nước đã bắt đầu đối mặt với những khó khăn về kinh tế gây ra bởi chính sách dân túy của Chávez và vào ngày 2 tháng 6 năm 2010 Chavez đã tuyên bố mở màn một "cuộc chiến kinh tế".
Các chương trình cải cách xã hội do chính phủ của Chávez khởi xướng phụ thuộc rất nhiều vào nguồn thu có được từ việc xuất khẩu dầu mỏ, nền tảng chính của nền kinh tế Venezuela, dẫn tới hệ quả là nền kinh tế của đất nước này bị mắc phải bệnh Hà Lan  (Nói ngắn gọn, một nền kinh tế bị coi là mắc căn bệnh Hà Lan khi nó bỗng nhiên trở nên quá phụ thuộc vào một nguồn tài nguyên, dẫn đến sự sa sút của các ngành kinh tế khác). Nghèo đói, lạm phát và tình trạng thiếu hụt ở Venezuela tăng chóng mặt trong những năm cuối nhiệm kỳ của Chavez .
Ngày 7 tháng 1/2009, Ngân hàng Trung ương Venezuela cho biết tỷ lệ lạm phát đã tăng 25,1% trong năm 2009. Đây là tỷ lệ lạm phát cao nhất tại khu vực châu Mỹ. Tuy nhiên mức lạm phát này vẫn không bằng mức lạm phát 30,9% của năm 2008. Mức lạm phát của Venezuela cao hơn rất nhiều 1 nước cũng thường hay bị lạm phát rất cao là Argentina. Trong khi cùng bị khủng hoảng kinh tế như Venezuela nhưng tỷ lệ lạm phát của Argentina chỉ từ 7-15% năm 2009.
Người tiêu dùng Venezuela cho việc đi chợ mua sắm ngày càng khó khăn. Theo họ thì "Có rất ít hàng hóa giảm giá, và điều này là không đủ. Dù ngân sách của bạn có bao nhiêu tiền thì mọi việc mua sắm vẫn khó khăn. Tôi không biết làm thế nào mà những người nghèo có thể có đủ lương thực và cũng không biết họ sẽ làm thế nào."
Hugo Chavez đêm ngày 8/1 năm 2009 tuyên bố phá giá đồng Bolivar của Venezuela khiến tỷ giá của đồng nội tệ giảm còn một nửa so với USD. Trước đây, Hugo Chavez vẫn liên tục phủ nhận chuyện Chính phủ của ông có thể phá giá đồng tiền. Tuy nhiên kinh tế Venezuela đã giảm 2,9% trong năm 2009 gây ra những áp lực về tài chính buộc ông phải đi tới quyết định phá giá đồng tiền. Các chương trình trợ cấp của Chavez như duy trì giá xăng ở mức dưới 0,1 USD/gallon (tương đương hơn 500 VND/lít), đang làm các nguồn tài nguyên của Venezuela dần cạn kiệt trong khi các doanh nghiệp tư nhân không dám tăng mức đầu tư do lo ngại về những vụ quốc hữu hóa và sung công thường hay xảy ra bất ngờ thời Chavez khiến nền kinh tế càng thêm khó khăn giữa lúc tốc độ tăng trưởng trì trệ mà tỷ lệ lạm phát lại cao.

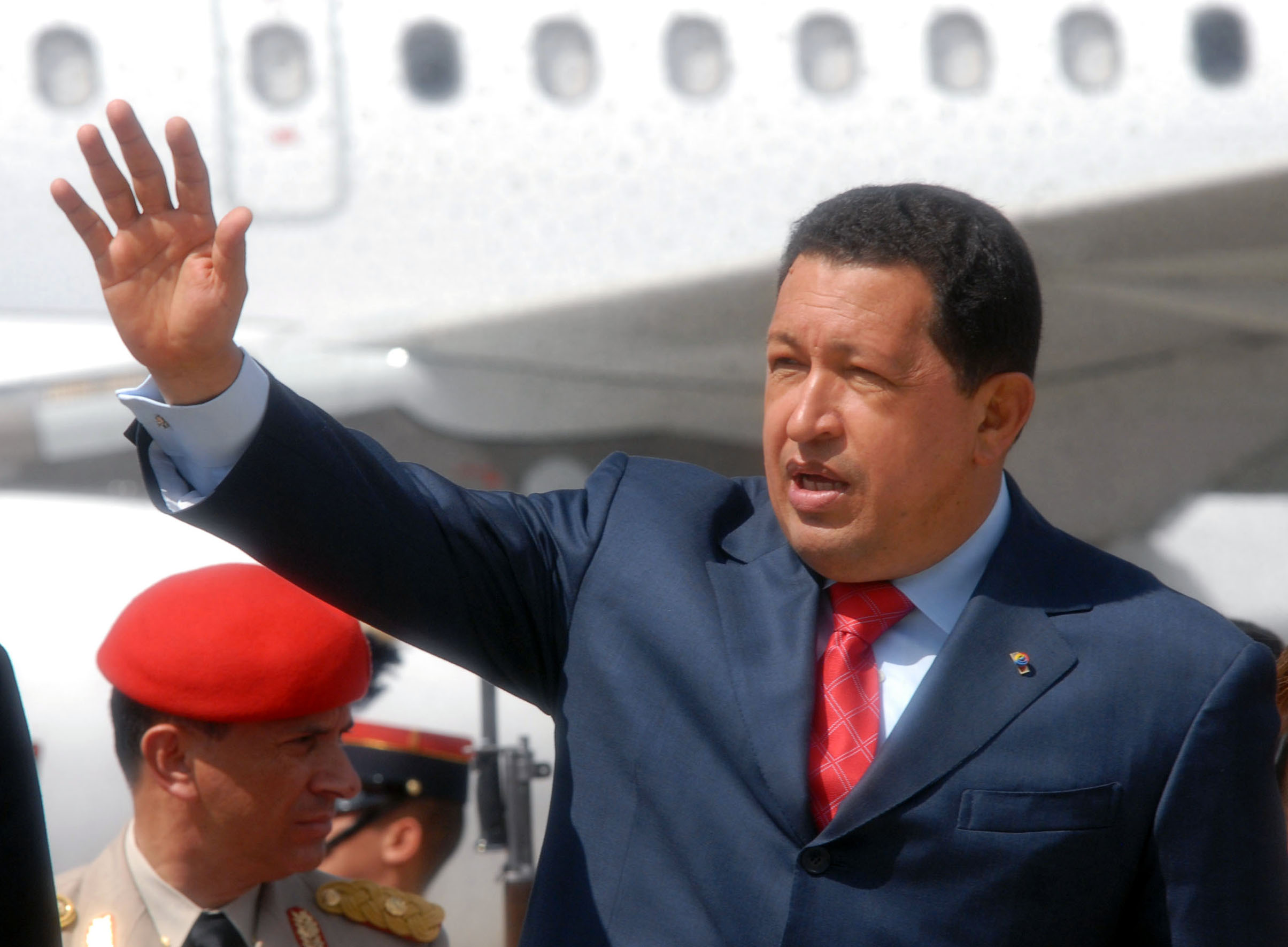
Hugo Chávez (2008)

Năm 2010, tỉ lệ lạm phát lên mức đỉnh điểm 27%, nằm trong số những nước có tỉ lệ lạm phát cao nhất thế giới, mặc dù Chính phủ Venezuela nỗ lực trợ giá các mặt hàng lương thực và xăng dầu. Hãng tin AAP dẫn nguồn thống kê của chính phủ cho biết lạm phát ở Venezuela năm 2011 sẽ tăng 28-30%. Trong những tháng đầu năm 2011, giá một phần bánh ngô đã tăng gấp đôi, từ 3,5 lên đến 7,5 bolivar (71.000 đồng).
Người dân đã tổ chức những cuộc phản đối mạnh mẽ hơn. Cùng với nguyên nhân thiếu hụt điện nước, những người phản đối cũng nói đến tình trạng mất kiểm soát đối với tội phạm khiến cho Venezuela đang có tỷ lệ tội phạm cao nhất thế giới. Người biểu tình án ngữ trong sân vận động khi diễn ra một trận đấu bóng chày để kêu gọi ông Chavez từ chức. Người biểu tình đã giương cao khẩu hiệu đậm chất thể thao: "Chavez, ông đã bị loại!" 
Theo các nhà phân tích, thảm họa về kinh tế mà Venezuela đang tiếp tục phải chịu đựng dưới thời Tổng thống Nicolás Maduro hiện nay vẫn sẽ xảy ra ngay cả trong trường hợp Chávez còn nắm quyền . Đầu năm 2013, ngay sau cái chết của Chávez, tờ Foreign Policy đã tuyên bố rằng bất cứ ai kế nhiệm Chávez đều sẽ "thừa hưởng một trong những nền kinh tế rối loạn nhất ở Châu Mỹ" .

### Nhiệm kỳ của Tổng thống Nicolas Maduro
Sau cái chết của Chávez, Nicolás Maduro đã trở thành tổng thống của Venezuela sau khi đánh bại đối thủ của mình là Henrique Capriles Radonski chỉ với 235.000 phiếu bầu, tỷ lệ chênh lệch là 1,5%. Maduro tiếp tục duy trì hầu hết các chính sách kinh tế của người tiền nhiệm Chávez. Khi nhậm chức tổng thống, Maduro đã phải đối mặt với tỷ lệ lạm phát cao và tình trạng thiếu hụt hàng hóa tiêu dùng trên khắp cả nước, những vấn đề bắt nguồn từ các chính sách của Chávez.
Maduro đổ lỗi cho đầu cơ tư bản đã thúc đẩy tỷ lệ lạm phát cao và gây ra sự thiếu hụt phổ biến các nhu yếu phẩm cơ bản tại Venezuela. Ông ta nói rằng ông ta đang chiến đấu trong một "cuộc chiến kinh tế", coi các biện pháp kinh tế mà ông ta mới ban hành là "đòn phản công kinh tế" chống lại các đối thủ chính trị của ông ta, Maduro thậm chí còn cáo buộc những đối thủ của mình đang đứng sau một "âm mưu kinh tế quốc tế" . Tuy nhiên, Maduro đã bị chỉ trích vì chỉ tập trung vào dư luận, mà không hề quan tâm đến các vấn đề thực tế mà các nhà kinh tế đã cảnh báo hoặc có bất kỳ ý tưởng gì để cải thiện tình trạng khó khăn của nền kinh tế Venezuela .
Vào năm 2014, Venezuela chính thức lâm vào suy thoái kinh tế  và đến năm 2016, quốc gia này có tỷ lệ lạm phát là 800%, tỷ lệ cao nhất trong lịch sử . Quỹ tiền tệ quốc tế dự báo tỉ lệ lạm phát ở Venezuela sẽ là 1.000.000% vào năm 2018 . Tỷ lệ thất nghiệp được dự báo sẽ lên tới 44% trong năm 2019; IMF tuyên bố rằng đây là tỷ lệ thất nghiệp cao nhất trên thế giới kể từ khi kết thúc Chiến tranh Bosnia năm 1995 .

## Cuộc khủng hoảng kinh tế

### Nhà ở
Kể từ giữa những năm 2000 trong nhiệm kỳ tổng thống của Chávez, Venezuela đã phải hứng chịu một cuộc khủng hoảng nhà ở . Năm 2005, Phòng Xây dựng Venezuela (CVC) ước tính rằng đất nước thiếu hụt 1,6 triệu ngôi nhà, mặc dù chính quyền Chavez đã hứa hẹn sẽ xây dựng 120.000 căn nhà để cấp cho người dân nhưng trên thực tế mới chỉ có 10.000 căn nhà được xây dựng . Do sự thiếu hụt nhà ở, nhiều người Venezuela nghèo đã cố gắng tự xây nhà cho chình mình bất chấp những rủi ro.
Đến năm 2011, Venezuela bị thiếu hụt 2 triệu căn nhà . Tình trạng thiếu nhà ở càng trở nên trầm trọng hơn khi các công ty tư nhân dừng việc xây dựng thêm nhà ở do lo ngại về việc chiếm đoạt tài sản và Chính phủ thì không có khả năng xây dựng và cung cấp nhà ở . Đến năm 2012, sự khan hiếm vật liệu xây dựng cũng khiến cho việc xây thêm nhà ở cho người dân trở nên bất khả thi, với sản lượng kim loại ở mức thấp chưa từng thấy trong 16 năm . Vào cuối nhiệm kỳ tổng thống của Chávez vào năm 2013, số người Venezuela bị thiếu nhà ở đã tăng lên con số 3 triệu người, rất nhiều người ở thủ đô Caracas phải sống trong các khu ổ chuột .
Dưới thời chính phủ Maduro, tình trạng thiếu nhà ở tiếp tục trở nên tồi tệ hơn. Maduro tuyên bố vào năm 2014 rằng do thiếu thép, tất cả các xe ô tô và phương tiện giao thông bị bỏ không sẽ được chính phủ mua lại và nấu chảy để cung cấp thép cho việc xây dựng nhà ở . Vào năm 2016, những người dân được cư trú tại những ngôi nhà do chính phủ cung cấp, thường là những người ủng hộ Chính phủ, do cảm thấy vô cùng bất bình về tình trạng thiếu hụt nhu yếu phẩm, đã tổ chức các cuộc biểu tình. Một người phụ nữ Venezuela tên là Anna Karena tuyên bố: "Chúng tôi đã chịu đựng đủ rồi. Điều này phải chấm dứt". Theo Karena, trong toàn bộ khu phức hợp nhà ở do chính phủ xây dựng, không một căn nhà nào có hệ thống dẫn nước. Đi cùng với đó là sự khan hiếm cực độ của những mặt hàng cơ bản, chẳng hạn như gạo, xà phòng và thuốc men khiến cho gia đình cô điêu đứng. Không có đủ điều kiện để mua các mặt hàng này trên thị trường chợ đen, Karena đã phải xếp hàng hàng giờ, đôi khi từ trước bình minh, chỉ để mua đủ ăn .

### Nợ của Venezuela

Nợ của Venezuela, năm 2014

Theo Ngân hàng Trung ương Venezuela, nợ nước ngoài của nhà nước Venezuela năm 2014 được chia thành:
- Nợ công của Venezuela: nó chiếm 55% tổng số nợ và là khoản nợ về trái phiếu nợ trong và ngoài nước, tín phiếu kho bạc và các khoản vay ngân hàng.
- Nợ tài chính của PDVSA (Công ty Dầu khí Venezuela, do nhà nước sở hữu), chiếm 21% tổng số nợ.
- Nợ nước ngoài, chiếm 15% tổng số nợ.
- Nợ của CADIVI, chiếm 9% tổng số nợ.

Vào tháng 11 năm 2017, tờ The Economist ước tính tổng số các khoản nợ của Venezuela là 105 tỷ đô la Mỹ và dự trữ của nó ở mức 10 tỷ đô la Mỹ .

### Thiếu hụt

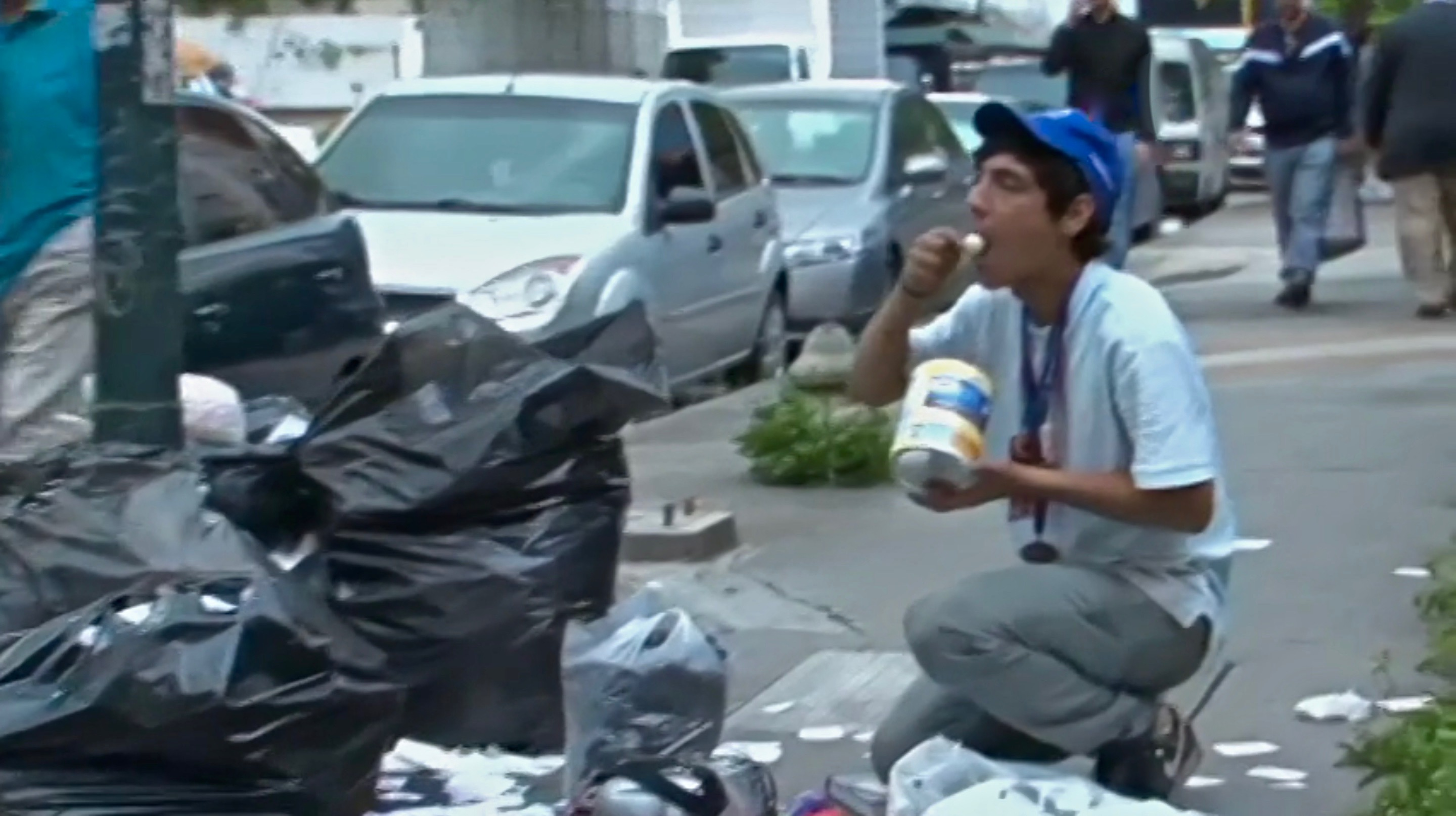
Một người Venezuela đang thưởng thức ngon lành đồ ăn kiếm được từ một bãi rác

Sự thiếu hụt nhu yếu phẩm trên diện rộng ở Venezuela đã diễn ra kể từ khi ban hành các biện pháp kiểm soát giá cả và các chính sách khác trong thời kỳ cầm quyền của chính phủ Hugo Chávez . Đến thời kỳ cầm quyền của Tổng thống Nicolas Maduro, tình trạng khan hiếm nhu yếu phẩm đã ở mức độ vô cùng trầm trọng .

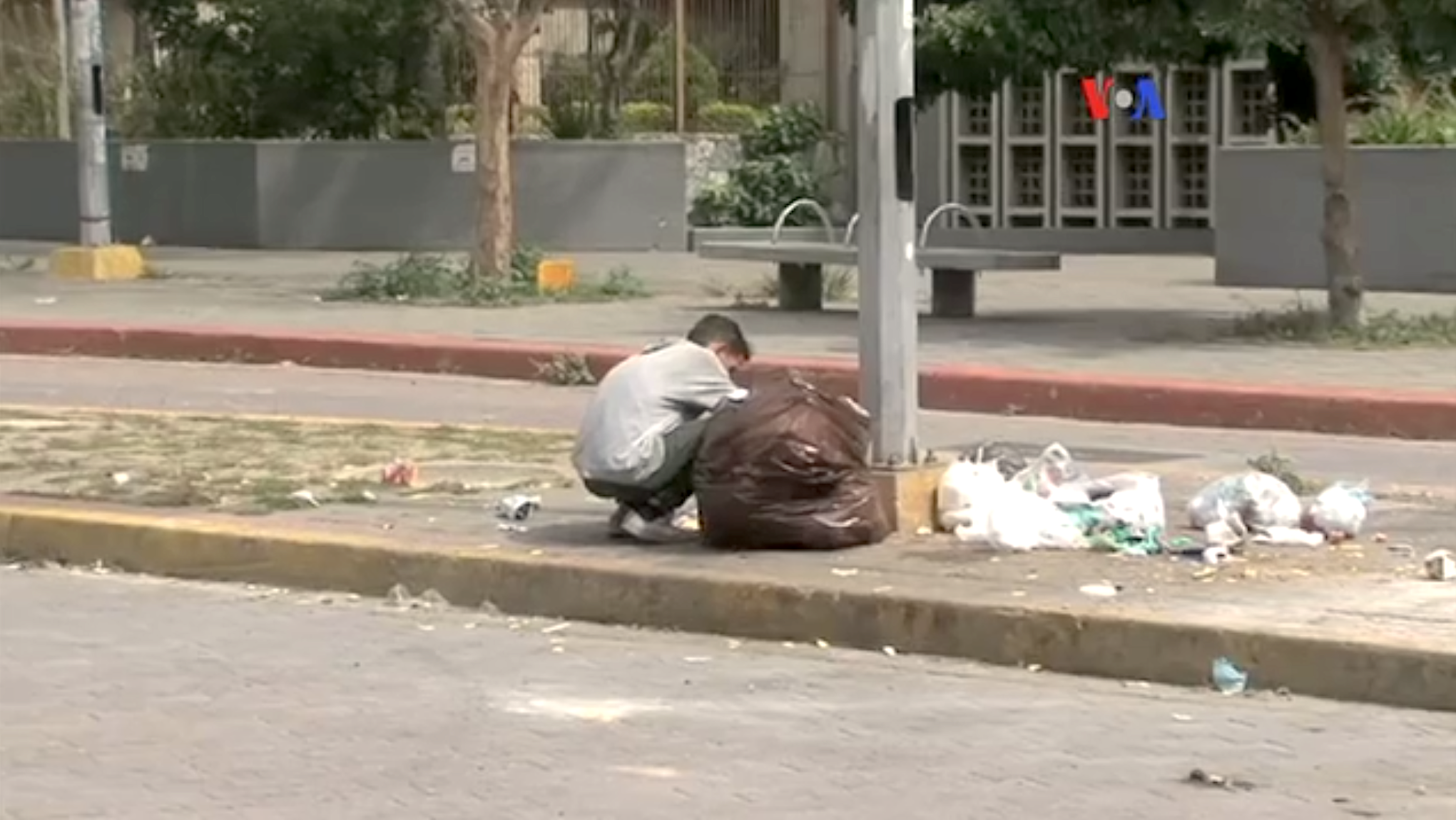
Một người dân Venezuela lục tìm thức ăn tại một bãi rác

Người dân Venezuela đã phải đối mặt với nỗi thống khổ của tình trạng thiếu hụt các loại thực phẩm cơ bản, chẳng hạn như sữa, các loại thịt, gà, cà phê, gạo, dầu, bột sơ chế, bơ; cũng như các mặt hàng tiêu dùng thiết yếu như giấy vệ sinh, sản phẩm vệ sinh cá nhân và thuốc men . Thực phẩm trở nên khan hiếm đến nỗi nhiều người dân Venezuela đã phải ăn cả hoa quả dại hoặc thậm chí cả rác, nhiều người khác thì phải xếp hàng chờ đợi trong vô vọng tại các cửa hàng thực phẩm mà cuối cùng chẳng thể mua được bất cứ thứ gì- hầu hết các cửa hàng và siêu thị cũng đều nhanh chóng hết sạch hàng hóa.
Vào tháng 1 năm 2016, người ta ước tính rằng tỷ lệ khan hiếm thực phẩm tại Venezuela là từ 50% đến 80%. Quốc hội mới được bầu, bao gồm chủ yếu là các đại biểu phe đối lập, tuyên bố rằng một cuộc "khủng hoảng lương thực quốc gia" đang diễn ra. Hơn 500 phụ nữ Venezuela đã liều mang vượt biên trái phép sang Colombia để tìm kiếm thức ăn vào ngày 6 tháng 7 năm 2016 . Đến ngày 10 tháng 7 năm 2016, Venezuela tạm thời mở cửa biên giới với Colombia trong vòng 12 giờ. Hơn 35.000 người Venezuela đã đổ xô vượt biên sang Colombia để kiếm thức ăn trong khoảng thời gian đó . Chỉ trong hai ngày, hơn 123.000 người Venezuela đã vượt biên sang Colombia để tìm kiếm thức ăn. Chính phủ Colombia đã thiết lập cái mà họ gọi là "hành lang nhân đạo" để giúp đỡ người dân Venezuela . Cũng trong khoảng thời gian đó vào tháng 7 năm 2016, đã xuất hiện một số báo cáo về việc nhiều người Venezuela tuyệt vọng lục lọi các bãi rác để kiếm thức ăn .
Là quốc gia sở hữu trữ lượng dầu lửa lớn nhất thế giới, thế nhưng từ cuối tháng 10, đầu tháng 11 năm 2018, các thành phố đông dân ở miền Trung của Venezuela như Valencia và thủ đô Caracas bắt đầu xuất hiện tình trạng khan hiếm xăng dầu. Đó là kết quả của tình trạng sụt giảm mạnh sản lượng khai thác dầu thô và hoạt động của các nhà máy lọc dầu trong bối cảnh Venezuela bước vào năm suy thoái kinh tế thứ 5 liên tiếp . Các chương trình trợ cấp của Chavez như duy trì giá xăng ở mức dưới 0,1 USD/gallon (tương đương hơn 500 VND/lít), làm các nguồn tài nguyên của Venezuela bị phung phí trong khi các doanh nghiệp tư nhân không dám tăng mức đầu tư do lo ngại về những vụ quốc hữu hóa và sung công thường hay xảy ra bất ngờ thời Chavez khiến nền kinh tế càng thêm khó khăn giữa lúc tốc độ tăng trưởng trì trệ mà tỷ lệ lạm phát lại cao. Ngành khai thác dầu thô, ngành công nghiệp quan trọng nhất của Venezuela, đang gặp khó khăn nghiêm trọng vì tổng thống Hugo Chávez đã quốc hữu hóa các công ty dầu mỏ nước ngoài, cố gắng khai thác quá mức từ công nghiệp dầu mỏ để tài trợ cho những chương trình trợ cấp của ông trong khi không tái đầu tư đúng mức do đó đã hy sinh khả năng phát triển của ngành này khiến sản lượng khai thác được ngày càng thấp do hạ tầng công nghiệp dầu mỏ đang xuống cấp quá nhanh. Hiện ngành công nghiệp này đang gặp khủng hoảng đẩy toàn bộ nền kinh tế Venezuela vào khủng hoảng vì nước này quá phụ thuộc vào dầu mỏ.
Venezuela cũng phải trải qua tình trạng thiếu điện và sự cố mất điện ở các thành phố lớn là chuyện diễn ra hàng ngày. Vào ngày 20 tháng 4 năm 2016, chính phủ đã buộc phải phân phối điện cho các hộ gia đình ở mười bang thuộc Venezuela, bao gồm thành phố thủ đô Caracas; Một số nỗ lực khác của chính phủ nhằm hạn chế việc sử dụng điện, bao gồm cả thay đổi múi giờ của Venezuela hay kêu gọi tất cả những người phụ nữ trên toàn đất nước Venezuela ngừng sử dụng máy sấy tóc, đã hoàn toàn thất bại . Vào tháng 3 năm 2019, một sự cố mất điện trên diện rộng cực kỳ nghiêm trọng đã xảy ra ở 16/23 bang và khu vực thủ đô của Venezuela, khiến cho 43 người dân thiệt mạng do thiếu nguồn cung cấp nước, các bệnh viện bị ngừng hoạt động và hệ thống giao thông bị ngưng trê.
Tình trạng khan hiếm nước ngọt ở Venezuela khiến cho chính phủ buộc phải phân phối nước cho người dân. Nhà ở của rất nhiều người dân Venezuela không còn được tiếp cận với đường ống dẫn nước và thay vào đó họ phải dựa vào lượng nước ít ỏi do chính phủ cung cấp cho họ vài lần mỗi tháng. Thiếu nước ngọt để sinh hoạt, nhiều người Venezuela bắt đầu ăn cắp nước ngọt từ các bể bơi, tòa nhà công cộng và thậm chí cả xe tải chở dầu . Do tình trạng khan hiếm nước ngọt, "các trường hợp mắc bệnh ghẻ lở, sốt rét, tiêu chảy và amip ở Venezuela đã tăng vọt", theo Miguel Viscuña, Giám đốc Dịch tễ học của Tập đoàn Y tế Trung ương Miranda . Tình trạng thiếu lương thực và thuốc men vốn đã vô cùng tồi tệ lại càng trở nên trầm trọng hơn . Các loại thực phẩm đông lạnh bị hư hại, và nhiều cửa hàng bán lẻ thịt, cá và sữa phải đóng cửa do không thể bảo quản được sản phẩm . Sản lượng thịt, sữa và rau quả bị cắt giảm một nửa. Trường học, siêu thị, ngân hàng và các tòa nhà chính phủ phải tạm ngừng hoạt động. Tại bệnh viện, một trong những bác sĩ đã dành cả đêm để cố gắng cứu sống bệnh nhân phải bật khóc: "Hôm qua tôi cảm thấy hoàn toàn bất lực, suốt đêm dài tôi đã cố gắng giúp đỡ và cứu sống bệnh nhân mà không có thiết bị thích hợp để làm việc đó. Tôi đang vô cùng tức giận. Lần này, đó là bệnh nhân của tôi, nhưng nếu sau này, đó là gia đình tôi thì sao?" . Do thiếu điện, hệ thống cung cấp nước cũng bị ảnh hưởng. Theo The Washington Post, khoảng hai phần ba dân số Venezuela (20 triệu người) không có nước hoặc không đủ nước để sinh hoạt trong vài tuần sau sự cố mất điện . Tại Caracas, từ ngày 11 tháng 3, đã có hàng trăm người tràn ra dòng sông Guaire bị ô nhiễm với những chiếc thùng phi để múc nước sông mang về sử dụng . Nhiều người khác đã cố gắng lấy nước từ các cống thoát nước của thành phố . Hàng trăm người xếp hàng dưới chân đồi El Ávila để lấy nước từ các con suối . Trong khi đó ở bang Lara, người dân thậm chí còn phải tắm rửa trong các cống rãnh do không được cung cấp nước sạch .
Tình trạng thiếu hụt thuốc men cũng ảnh hưởng nghiêm trọng đến sức khỏe của người dân Venezuela . Sự khan hiếm các loại thuốc kháng vi-rút để điều trị HIV / AIDS khiến cho hàng ngàn người nhiễm HIV đã phát triển sang giai đoạn AIDS dù điều này hoàn toàn có thể ngăn chặn được nếu có đủ thuốc . Nhiều người Venezuela cũng cho biết tình trạng khan hiếm thuốc men khiến họ không thể nào kiếm nổi acetaminophen để ngăn ngừa virus chikungunya, một bệnh truyền qua muỗi có khả năng gây tử vong . Bệnh bạch hầu, một loại bệnh gần như không còn ai ở Venezuela mắc phải kể từ những năm 1990, đã xuất hiện trở lại vào năm 2016 do thiếu các loại thuốc cơ bản cũng như vắc-xin .

### Tổng sản phẩm nội địa
Do tác động của cuộc khủng hoảng, năm 2015 nền kinh tế Venezuela đã suy thoái ở mức 5,7%. Đến năm 2016, mức suy thoái đã lên tới 18,6%, theo Ngân hàng Trung ương Venezuela.
Nền kinh tế Venezuela phụ thuộc mạnh mẽ vào nguồn lợi thu được từ dầu mỏ, chiếm khoảng 96% doanh thu xuất khẩu của nước này. Giá dầu giảm đã xảy ra vào thời điểm quốc gia Nam Mỹ này đối mặt với lạm phát phi mã, tỉ lệ lạm phát lên tới 63,9% trong tháng 11 và dẫn tới sự khan hiếm nghiêm trọng của các loại hàng hóa cơ bản.

### Lạm phát

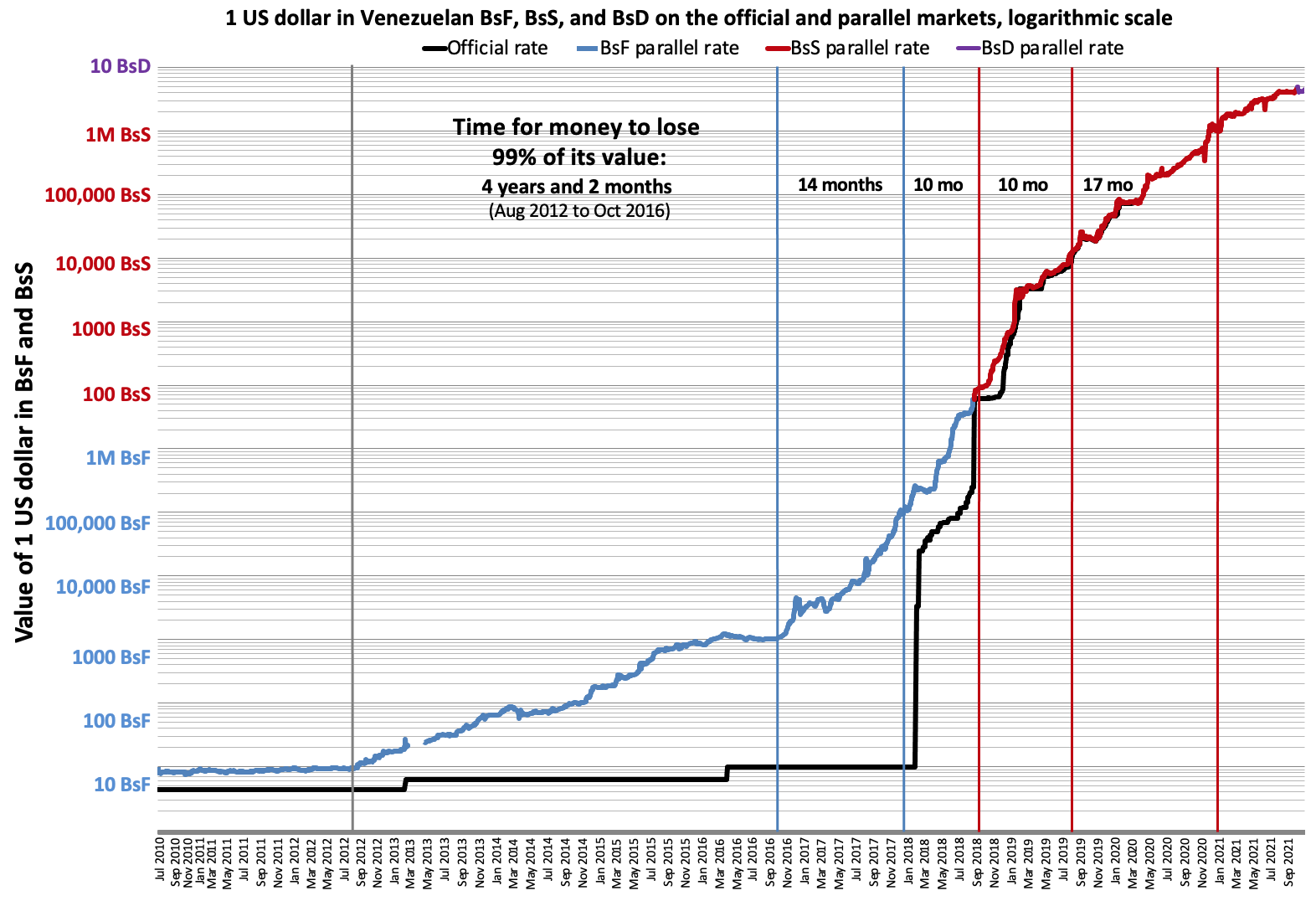
Tỉ giá hối đoái giữa đồng USD và đồng Bolivar của Venezuela

Lạm phát ở Venezuela vẫn luôn ở mức rất cao trong suốt nhiệm kỳ của tổng thống Chávez. Đến năm 2010, lạm phát đã khiến cho việc tăng lương cho người lao động trở nên hoàn toàn vô ích bởi đồng tiền mất giá liên tục . Tỷ lệ lạm phát năm 2014 đạt 69%  và là mức cao nhất trên thế giới thời điểm đó . Tỷ lệ lạm phát sau đó tăng lên tới 181% vào năm 2015 , 800% vào năm 2016 , 4.000% vào năm 2017  và 1.698.488% vào năm 2018 .
Vào tháng 11 năm 2016, Venezuela chính thức bước vào thời kỳ siêu lạm phát . Chính phủ Venezuela "về cơ bản" đã ngừng đưa ra các ước tính chính thức về lạm phát kể từ đầu năm 2018.
Lạm phát đã ảnh hưởng đến người dân Venezuela đến nỗi vào năm 2017, nhiều người trong số họ đã ồ ạt tham gia các trò chơi điện tử trực tuyến, chẳng hạn như trò chơi RuneScape với mục đích kiếm được thật nhiều tiền ảo trong trò chơi, rồi đổi số tiền ảo đó cho những người chơi khác ở nước ngoài để nhận lấy tiền thật. Trong nhiều trường hợp, những game thủ này kiếm được nhiều tiền hơn cả những người làm công ăn lương ở Venezuela mặc dù họ chỉ kiếm được vài USD mỗi ngày . Trong mùa Giáng sinh 2017, một số cửa hàng ở Venezuela đã quyết định không sử dụng thẻ báo giá đối với các loại mặt hàng được bày bán vì giá cả tăng quá nhanh, vì vậy khách hàng được yêu cầu hỏi nhân viên tại các cửa hàng số tiền của mỗi món hàng mà họ muốn mua .
Vào tháng 8 năm 2018, Tổng thống Venezuela Nicolas Maduro tuyên bố rằng để chống lại siêu lạm phát, nước này sẽ phát hành một loại tiền tệ mới, được gọi là Sovereign Bolivar (đồng Bolivar tối cao). Đồng tiền mới này ít hơn năm số 0 so với đồng tiền cũ của Venezuela (nghĩa là 1 đồng Bolivar mới có giá trị bằng 100.000 đồng Bolivar cũ), gồm có các mệnh giá là 2, 5, 10, 20, 50, 100, 200 và 500. Đồng tiền mới này đã chính thức được phát hành vào ngày 20 tháng 8 năm 2018 .

## Cuộc khủng hoảng xã hội

### Khủng hoảng lương thực
Theo "Khảo sát điều kiện sống hàng năm" của Venezuela (ENCOVI), gần 75% dân số cho biết họ đã giảm trung bình ít nhất 8,7 kg trong năm 2016 (19,4 lb) do [25] và 64% cho biết họ đã giảm 11 kg (24 lbs) trong năm 2017 do thiếu lương thực thực phẩm . Khi giá dầu tăng cao, Venezuela trở nên phụ thuộc vào nhập khẩu thực phẩm và một khi giá dầu giảm, chính phủ không thể đủ khả năng nhập khẩu. Theo Al Jazeera, sau khi giá xăng dầu giảm, chính phủ buộc phải phân phối lương thực thực phẩm cho người dân theo khẩu phần, người dân Venezuela đã phải dành cả ngày dài xếp hàng chờ đợi. Các bệnh viện nhi khoa chứa đầy những đứa trẻ bị suy dinh dưỡng, và nhiều người trước đó thuộc tầng lớp trung lưu giờ đây phải lục tìm các thùng rác công cộng để kiếm thức ăn do thực phẩm trở nên quá khan hiếm .
Thực phẩm bị thiếu hụt khiến nhiều người dân Venezuela phải giết cả những loại động vật nuôi như chó, mèo, lừa, ngựa và chim bồ câu để lấy thịt, một số loại động vật hoang dã cần được bảo vệ như chim hồng hạc và thú ăn kiến khổng lồ cũng đã bị giết để làm thức ăn .
Tham nhũng là một vấn đề lớn trong việc phân phối thực phẩm. Theo một giám đốc hoạt động tại một doanh nghiệp nhập khẩu thực phẩm của Venezuela, "Giờ đây bạn thậm chí phải trả một khoản tiền cho quân đội để xem xét hàng hóa của bạn. Đó là một chuỗi hối lộ liên tục kể từ lúc tàu của bạn cập bến cho đến khi thực phẩm được đưa ra khỏi xe tải" .
Các bác sĩ tại 21 bệnh viện công trên khắp 17 tiểu bang của Venezuela nói với các nhà điều tra của tờ New York Times năm 2017 rằng "các phòng cấp cứu của họ đã bị tràn ngập bởi những đứa trẻ bị suy dinh dưỡng nghiêm trọng. Hàng trăm người đã chết" .

### Tội phạm

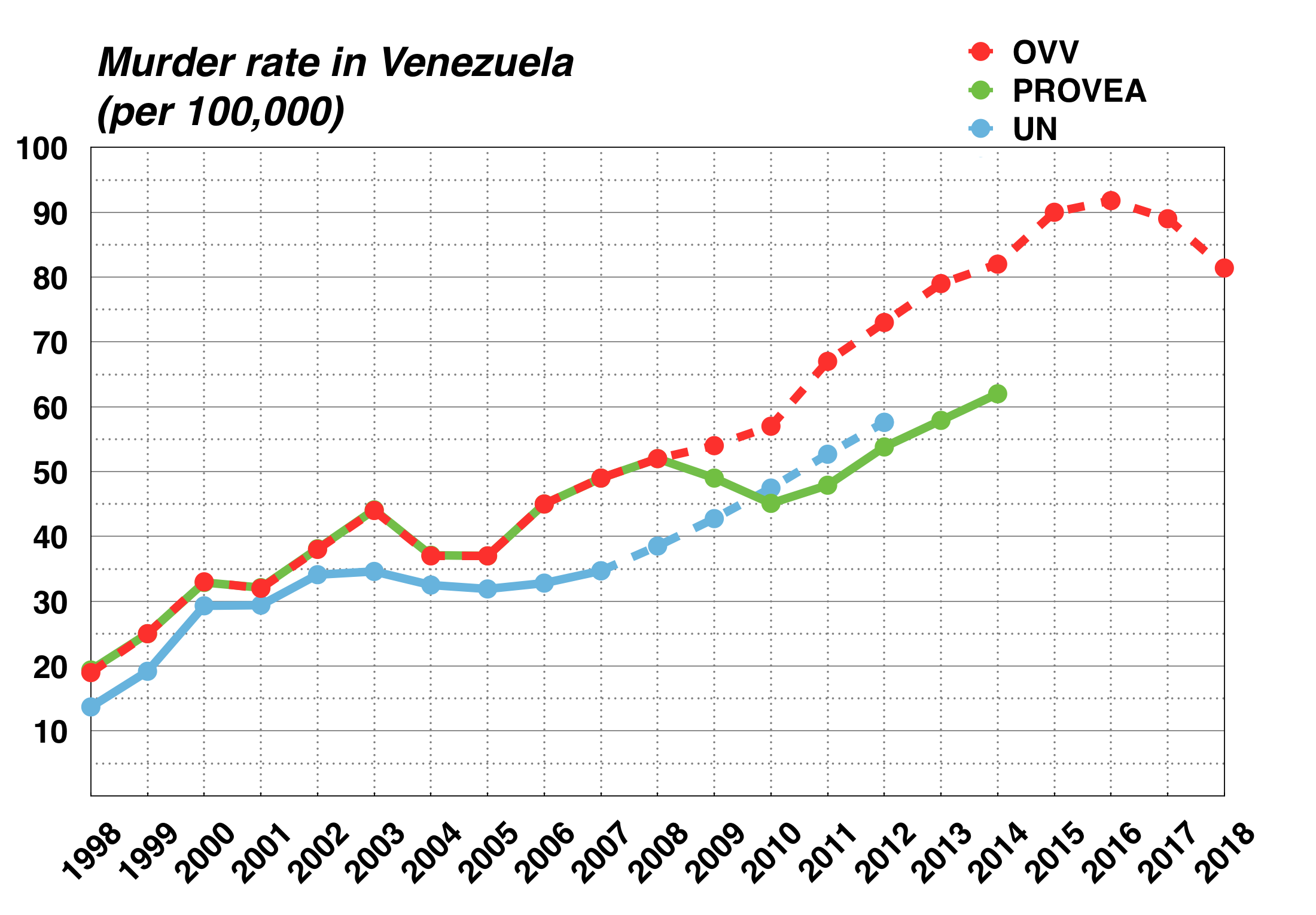
Tỉ lệ tội phạm tại Venezuela từ 1998 đến 2016

Tội phạm bạo lực, đặc biệt là giết người, được coi là "mối quan tâm lớn nhất" của người Venezuela trong cuộc khủng hoảng. Theo Đài quan sát Bạo lực Venezuela, đã xảy ra 27.875 vụ giết người ở Venezuela trong năm 2015, tỷ lệ khoảng 90 vụ trên 100.000 người (so với tỉ lệ 5 vụ trên 100.000 người ở Hoa Kỳ và 30 vụ trên 100.000 người ở Brazil). Đã có 23.047 vụ giết người xảy ra trong năm 2018, tỷ lệ là 81,4 vụ trên 100.000 người . Theo tạp chí The New Yorker thì Venezuela chính là nước có tỉ lệ tội phạm bạo lực cao nhất thế giới". Ít hơn hai phần trăm các trường hợp giết người được báo cáo bị truy tố . Theo Thời báo Los Angeles: "Trước đây những tên trộm [ở Venezuela] thường sẽ chỉ cướp bạn. Còn giờ chúng chắc chắn sẽ giết bạn" 

### Di cư

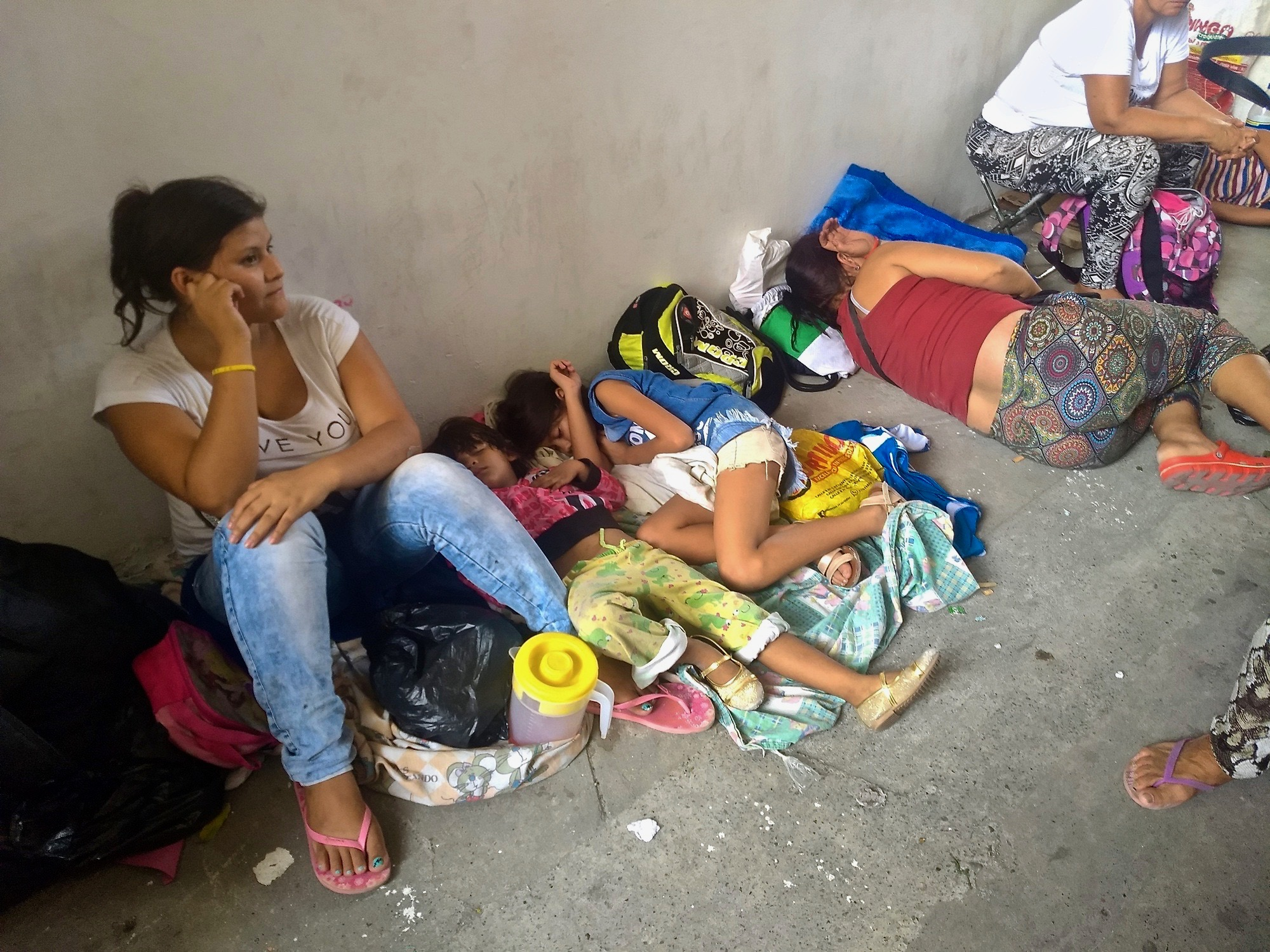
Người tị nạn Venezuela đang ngủ trên đường phố tại Colombia

Cuộc di cư ồ ạt của hàng triệu người Venezuela đến các nước láng giềng trong cuộc khủng hoảng đã được coi là "nguy cơ cho toàn bộ khu vực" . Hàng triệu người dân Venezuela đã rời khỏi đất nước trong thời kỳ cầm quyền của cả tổng thống Chávez và tổng thống Maduro . Vào tháng 11 năm 2018, Cao ủy Liên Hợp Quốc về người tị nạn (UNHCR) và Tổ chức di cư quốc tế (IOM) cho biết số người tị nạn Venezuela đã lên tới con số 3 triệu, hầu hết những người tị nạn này đã chạy đến các nước Mỹ Latinh khác và các quốc gia vùng Caribbean . Tình trạng này hoàn toàn trái ngược với tỷ lệ nhập cư cao của Venezuela trong thế kỷ 20. Di cư đã được thúc đẩy bởi sự sụp đổ của nền kinh tế, sự kiểm soát ngày càng chặt chẽ hơn của nhà nước đối với nền kinh tế, tỉ lệ tội phạm cao, tỉ lệ lạm phát cao, tình trạng bất ổn, và nỗi vô vọng về một sự thay đổi của chính phủ . Tập đoàn PGA ước tính có hơn 1,5 triệu người Venezuela di cư ra nước ngoài từ năm 1999 đến năm 2014  đến năm 2015 con số này lên tới 1,8 triệu người . Trong 6 tháng đầu tiên của năm 2018, ước tính mỗi ngày có tới 5.000 người dân Venezuela rời bỏ đất nước .
Năm 1998, chỉ có 14 người Venezuela được cấp phép tị nạn tại Hoa Kỳ, trong khi đến tháng 9 năm 1999, 1.086 người Venezuela đã được cấp tị nạn theo Sở Nhập tịch và Di trú Hoa Kỳ . Làn sóng di cư đầu tiên của Venezuela là những người dân Venezuela giàu có thuộc tầng lớp thượng lưu hoặc trung lưu rời bỏ đất nước do lo ngại với những lời hứa của Chavez về việc "lấy của cải người giàu chia cho người nghèo" . Một bức điện được gửi vào tháng 5 năm 2002 từ Đại sứ quán Hoa Kỳ tại Caracas đến các cơ quan tại Hoa Kỳ đã bày tỏ sự ngạc nhiên về số lượng người Venezuela cố gắng nhập cư vào Hoa Kỳ, trong đó bức điện cũng khẳng định tình trạng này có thể có tác động đáng kể đến tương lai của Venezuela .
Số lượng người Venezuela rời bỏ đất nước đã tăng đáng kể trong những năm cuối cùng của nhiệm kỳ tổng thống của Chávez và đặc biệt là trong nhiệm kỳ tổng thống của Nicolás Maduro . Làn sóng di cư thứ hai này bao gồm những người dân Venezuela thuộc tầng lớp thấp hơn chịu thiệt hại trực tiếp từ cuộc khủng hoảng kinh tế mà đất nước đang phải đối mặt; do điều kiện kinh tế tồi tệ, tình trạng khan hiếm lương thực và thuốc men, và tỷ lệ tội phạm bạo lực gia tăng . Theo ước tính của các học giả nghiên cứu về cuộc di cư này, ước tính chỉ riêng trong năm 2016, hơn 150.000 người Venezuela đã di cư ra nước ngoài, tờ New York Times tuyên bố rằng đây là con số "cao nhất trong hơn một thập kỷ" . Người Venezuela đã di cư ra nước ngoài theo nhiều cách khác nhau, mặc dù hình ảnh những người Venezuela chạy trốn khỏi đất nước bằng đường biển cũng đã dẫn tới nhiều so sánh mang tính biểu tượng với cuộc di cư của người dân Cuba . IOM cho biết hơn 1,6 triệu người Venezuela đã rời khỏi đất nước kể từ năm 2015 .
Nhiều người Venezuela đã vượt biên qua các nước láng giềng. Hội Chữ thập đỏ Colombia đã dựng lều nghỉ ngơi với thức ăn và nước uống bên đường cho người tị nạn Venezuela . Nhiều người dân Venezuela cũng di cư vào phía bắc Brazil , nơi UNHCR đã thiết lập 10 nơi trú ẩn để chứa hàng ngàn người tị nạn Venezuela .

### Sức khỏe

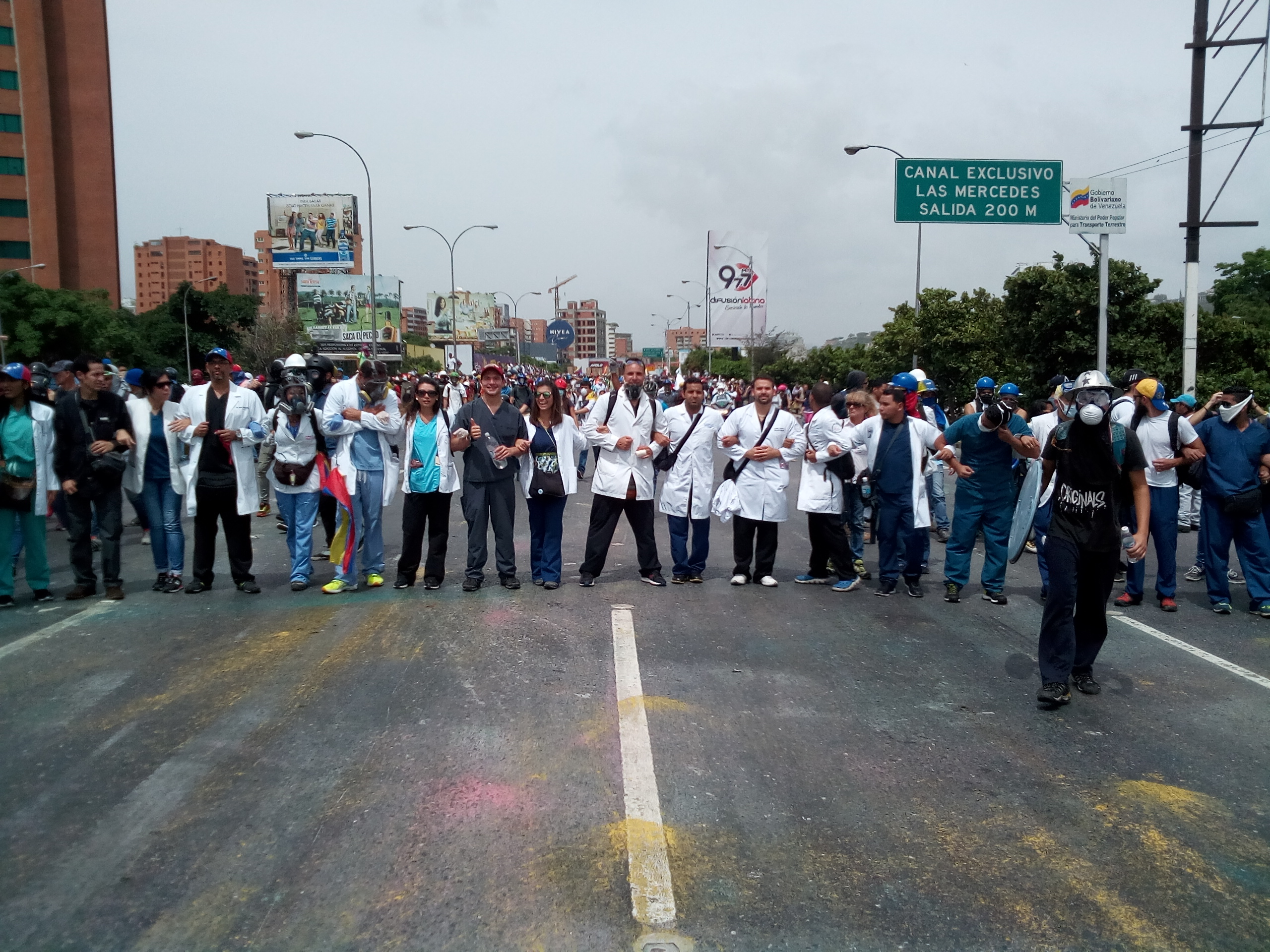
Các bác sĩ Venezuela biểu tình trên đường phố thủ đô Caracas

Sau cuộc Cách mạng Bolivar, chính pủ của Tổng thống Hugo Chavez đã thiết lập một hệ thống chăm sóc sức khỏe miễn phí với sự hỗ trợ của các chuyên gia y tế tới từ Cuba. Tuy vậy Chávez đã hoàn toàn thất bại trong việc cải thiện hệ thống chăm sóc sức khỏe cho người dân Venezuela. Những năm sau đó, chính phủ đã liên tục giảm chi tiêu cho hệ thống chăm sóc sức khỏe, trong khi tình trạng tham nhũng thì tràn lan không thể kiểm soát nổi. Hệ quả là rất nhiều người dân Venezuela đã phải chịu cái chết từ những căn bệnh hoàn toàn có thể chữa được do sự thiếu hụt nghiêm trọng các loại thiết bị và dụng cụ y tế cùng với đó là sự di cư của rất nhiều chuyên gia y tế sang các nước khác .
Sự phụ thuộc của Venezuela vào hàng hóa nhập khẩu và tỷ giá hối đoái phức tạp do Hugo Chávez khởi xướng đã dẫn đến tình trạng thiếu hụt thuốc men và các loại thiết bị khám chữa bệnh ở hầu hết các bệnh viện của Venezuela vào cuối những năm 2000 và đầu những năm 2010. Aspirin, insulin, vitamin, bao cao su, thậm chí băng y tế cũng dần trở nên ngày một khan hiếm. Tờ Foreign Policy nhận định: "Hệ thống chăm sóc sức khỏe miễn phí đang biến thành cơn ác mộng đối với Venezuela". Aurelia Loudres, một bà mẹ 28 tuổi ở làng El Consejo bên ngoài La Victoria, cho biết:" Bác sĩ sản khoa nói với tôi rằng tôi phải bỏ tiền ra để mua găng tay cao su cho [anh ấy] và các y tá, cùng với gạc, băng và thuốc kháng sinh... Bác sĩ của tôi nói rằng bệnh viện đã hết sạch và tôi phải có trách nhiệm chuẩn bị tất cả những thứ đó" . Đến năm 2010, Chính phủ đã ngừng công bố các số liệu thống kê y tế . Trong suốt nhiệm kỳ tổng thống của Chávez, Bộ Y tế Venezuela đã thay đổi bộ trưởng nhiều lần. Theo một quan chức cấp cao của Bộ Y tế Venezuela, các bộ trưởng luôn trở thành vật tế thần mỗi khi có vấn đề về sức khỏe cộng đồng phát sinh ở Venezuela. Các quan chức của Bộ Y tế cũng sẽ sẵn sàng thực hiện các hành vi bất hợp pháp để làm giàu cho bản thân, chẳng hạn như đem giao bán các loại thuốc men và vật tư y tế . Vào tháng 2 năm 2014, các bác sĩ tại Bệnh viện Đại học Y khoa Caracas đã phải ngừng thực hiện các ca phẫu thuật do thiếu dụng cụ, mặc dù vào thời điểm đó có gần 3.000 người đang cần phẫu thuật .
Vào đầu năm 2015, tại các bệnh viện của Venezuela, chỉ có 35% số giường bệnh có thể dùng được và 50% phòng mổ không thể hoạt động do thiếu các loại dụng cụ cần thiết. Vào tháng 3 năm 2015, một tổ chức phi chính phủ của Venezuela, Red de Medicos por la Salud, đã báo cáo rằng 68% các loại dụng cụ phẫu thuật và 70% các loại dược phẩm thiết yếu đang bị thiếu hụt ở Venezuela . Vào tháng 5 năm 2015, Liên đoàn Y tế Venezuela cho biết có tới 15.000 bác sĩ đã rời khỏi hệ thống chăm sóc sức khỏe của nước này bởi tình trạng thiếu thuốc men, thiếu trang thiết bị và mức lương quá thấp. Vào cuối năm 2015, một báo cáo của chính phủ chỉ ra rằng trong số những người dân Venezuela đến khám chữa bệnh ở các bệnh viện công trong năm đó, có tới 1/3 số người đã chết . Năm 2016, tỷ lệ tử vong ở trẻ sơ sinh đã tăng 30,12% so với năm trước đó, lên tới 11.466 ca tử vong. Tỉ lệ tử vong của các bà mẹ tăng 65,79% với 756 ca tử vong và tỉ lệ mắc bệnh sốt rét tăng 76,4% lên 240.613 trường hợp .
Vào năm 2015, một cuộc thăm dò cho thấy tình trạng thiếu hụt thực phẩm và lạm phát đã vượt qua tội phạm bạo lực để trở thành mối lo ngại hàng đầu của người dân Venezuela. Theo giám đốc điều hành của cơ quan thăm dò Datanalisis là Luis Vicente Leon thì tình trạng bạo lực triền miên đã làm khổ người Venezuela trong quá nhiều năm trời khiến cho họ giờ đây đã trở nên quen với nó và không còn hy vọng về một giải pháp cho nó 
Bất chấp mối đe dọa về các cuộc biểu tình bạo lực xảy ra trên khắp Venezuela, trẻ em bị ảnh hưởng nhiều về mặt tâm lý do cuộc khủng hoảng kinh tế hơn là do tình trạng bạo lực. Abel Saraiba, một nhà tâm lý học và là thành viên của một tổ chức bảo vệ quyền trẻ em đã nói rằng "Những đứa trẻ của chúng tôi từ khi còn rất nhỏ đã phải suy nghĩ xem làm thế nào để sinh tồn", và một nửa số khách hàng trẻ tuổi của Abel đã phải điều trị tâm lý kể từ khi khủng hoảng diễn ra. Đáng buồn hơn, nhà tâm lý học của Tổ chức Trẻ em Amerita Protección (Fundana) là Ninoska Zambrano tiết lộ rằng, rất nhiều trẻ em dưới 18 tuổi tại Venezuela đã rơi vào tình cảnh khốn cùng đến nỗi phải đi bán dâm thì mới có được cái ăn .
Vào năm 2018, các báo cáo cho thấy tỷ lệ tự tử đã gia tăng nhanh chóng ở Venezuela do những tác động của cuộc khủng hoảng đối với cuộc sống của rất nhiều dân thường. Năm 2017, tỷ lệ tự tử ở người cao tuổi tại Venezuela tăng 67% trong khi tỷ lệ này tăng 18% ở trẻ vị thành niên.

## Ý kiến của công chúng
Theo một cuộc khảo sát vào tháng 11 năm 2016 bởi DatinCorp, 25% người được hỏi đổ lỗi cho cố tổng thống Hugo Chavez đã gây ra cuộc khủng hoảng này, 19% đổ lỗi cho Nicolas Maduro, 15% đổ lỗi cho các chính sách kinh tế-xã hội của Chavez, trong khi chỉ có 16% đổ lỗi cho phe đối lập, 4% đổ lỗi cho các doanh nghiệp và 2% đổ lỗi cho Hoa Kỳ . Một cuộc khảo sát của Meganalisis vào tháng 9 năm 2018 cho thấy 84,3% người Venezuela chấp thuận một sự can thiệp của nước ngoài nhằm giải quyết cuộc khủng hoảng với điều kiện là dân chúng được cung cấp lương thực và thuốc men .